# This Kiss (bài hát của Carly Rae Jepsen)
"This Kiss" là một ca khúc của nữ ca sĩ người Canada Carly Rae Jepsen, và đồng thời cũng là đĩa đơn thứ ba từ Kiss, album phòng thu thứ hai của cô. Ca khúc được sáng tác bởi Jepsen, Matthew Koma, Kelly Covell, RedFoo của LMFAO, và được sản xuất bởi Matthew Koma. "This Kiss" được gửi đến đài phát thanh mainstream vào ngày 9 tháng 10 năm 2012 và ngoài ra còn được dùng để quảng bá cho bộ phim hài Mỹ Fun Size (2012).

## Video âm nhạc
Việc quay video âm nhạc cho "This Kiss" được bắt đầu vào ngày 20 tháng 9 năm 2012. Một vài bức ảnh hậu trường video đã được đăng lên mạng nhanh chóng sau đó. Jepsen đăng tải một đoạn băng ngắn dài 24 giây trên YouTube giới thiệu cho video âm nhạc này vào ngày 6 tháng 10 năm 2012.

## Danh sách ca khúc
- Tải nhạc số[3]

1. "This Kiss" — 3:49

- EP remix kỹ thuật số

1. "This Kiss" (Digital Dog Radio Remix) — 4:15
2. "This Kiss" (Digital Dog Remix) — 6:25
3. "This Kiss" (DJ Kue Remix) — 6:22
4. "This Kiss" (Seamus Haji Dub Remix) — 6:51
5. "This Kiss" (Seamus Haji Radio Remix) — 3:37
6. "This Kiss" (Seamus Haji Remix) — 6:51

## Tham gia thực hiện
- Hát chính – Carly Rae Jepsen
- Sản xuất – Matthew Koma
- Sáng tác – Carly Rae Jepsen, Matthew Koma, Kelly Covell, Stefan Kendal Gordy
- Hãng đĩa: 604

## Xếp hạng
"This Kiss" ra mắt tại vị trí thứ 86 trên bảng xếp hạng Billboard Hot 100 của Mỹ, nhưng ngay tuần kế tiếp ca khúc lại bị rơi ra ngoài bảng xếp hạng này. Riêng ở Canada, ca khúc đã ra mắt tại vị trí thứ 23 ở bảng xếp hạng Canadian Hot 100.
| Bảng xếp hạng (2012)            | Vị trí cao nhất |
| ------------------------------- | --------------- |
| Canada (Canadian Hot 100)       | 23              |
| Pháp (SNEP)                     | 151             |
| Ireland (IRMA)                  | 64              |
| Nhật (Billboard Japan Hot 100)  | 65              |
| New Zealand (Recorded Music NZ) | 39              |
| US Billboard Hot 100            | 86              |
| US Pop Songs (Billboard)        | 37              |

## Lịch sử phát hành
| Quốc gia | Ngày                | Định dạng   | Hãng đĩa           |
| -------- | ------------------- | ----------- | ------------------ |
| Canada   | 10 tháng 9 năm 2012 | Tải nhạc số | 604 Records        |
| Mỹ       | 10 tháng 9 năm 2012 | Tải nhạc số | Interscope Records |
| Đài Loan | 4 tháng 11 năm 2012 | Tải nhạc số | Avex International |
| Anh      | 9 tháng 12 năm 2012 | Tải nhạc số | Polydor Records    |